# Wie ich zum ersten Mal Selbstmord beging
Wie ich zum ersten Mal Selbstmord beging (Originaltitel: The Last Time I Committed Suicide) ist ein US-amerikanisches Filmdrama von Stephen Kay aus dem Jahr 1997.

## Handlung
Erzählt aus der Perspektive von Neal Cassady (Thomas Jane), in Form eines Briefes, folgt der Film seinem Leben vor und nach dem Selbstmordversuch seiner langjährigen Geliebten Joan (Claire Forlani). Der Film springt zwischen der Zeit vor und nach dem Selbstmordversuch hin und her, um Neals aktiven Geist und seine ständig wechselnden Gedanken zu demonstrieren.
Die Geschichte beginnt am Tag von Joans Selbstmordversuch, als Neal auf dem Flur vor Joans Krankenhauszimmer sitzt. Dann springt die Geschichte an den Tag vor dem Selbstmordversuch, wo ein regennasser Neal Joan von ihrer Arbeit wegführt. Sie haben eine intime Nacht miteinander. Danach sitzt sie traurig auf dem Bett, aber Neal beteuert ihr immer wieder seine Liebe. Die Szene kehrt in das Krankenhauszimmer zurück, Schweigen zwischen den beiden. Neal wird gesagt, dass er gehen muss.
Die Geschichte geht weiter, mit Ben (Adrien Brody), der Neal besucht. Er fragt Neal, ob er wieder im Krankenhaus war, woraufhin Neal mit Nein antwortet. Der Film schneidet weiter zu Neal, der hellwach ist, Kaffee trinkt und mit Ben Brot isst. In einem manischen Zustand erzählt Neal Ben von der Geschichte, die er schreiben will.
Neal trifft auf seinen Freund Harry (Keanu Reeves), der vorschlägt, dass die beiden ein paar Mädchen aufgabeln und mit ihnen in einem gestohlenen Auto einen Road Trip machen. Sie fahren alle aufs Land hinaus und fliegen über die Straßen. Später, bei Neals Job in einer Reifenfabrik, findet Neals Freund Jerry Neal offensichtlich high und rettet ihn vor Ärger.
Schließlich versöhnt sich Neal mit Joan und beschließt, sich mit ihr niederzulassen. Auf dem Weg, einen Anzug für ihre Hochzeit abzuholen, trifft er auf einen betrunkenen Harry, der ihn auf ein Bier einlädt. Neal endet betrunken, und Harry überredet ihn, Mary (Gretchen Mol), seine jugendliche Ex-Freundin, anzurufen. Als Mary sich aus dem Haus schleicht, ruft ihre Mutter die Polizei, die Neal verhaftet, als er gerade gehen will. Ihm wird erlaubt, ein Telefonat zu führen, aber er kennt Joans Telefonnummer nicht. Als Mary sich weigert, gegen Neal auszusagen, wird die Anklage fallen gelassen. Die Polizei hält ihn dennoch unter der falschen Prämisse des Verdachts auf Einbruch fest. Nachdem er zwei Wochen im Gefängnis verbracht hat, wird Neal entlassen. Er geht zu Joans Haus, findet es aber leer vor; er wartet, aber schließlich ist es offensichtlich, dass sie nicht zurückkommt. Er geht zurück auf die Veranda, stiehlt ein Auto und verschwindet.
Neal schreibt den Brief zu Ende und steckt ihn in einen Umschlag. Als er weggeht, wirft er die Seiten seines Romans in die Luft, das Papier fliegt und landet überall.

## Kritiken
Das Lexikon des internationalen Films schrieb, der Film sei ein „gelungener Debütfilm mit großartigen Schauspielerleistungen“. Er zeige die „innere Zerrissenheit zwischen bürgerlichen Sehnsüchten, einem ungestümen Freiheitsdrang und der permanenten Suche nach Ekstase“ von Neal Cassady.
Jon Niccum schrieb in Lawrence Journal-World, der Film sei „unerträglich langweilig“.
Ian Waldron-Mantgani schrieb in The UK Critic, der Film sei eine lose, verwirrende Ansammlung der Ereignisse („loose, confusing collection of stories“). Er könne auf „große Fans“ von Cassady wirken, zu den auch Stephen T. Kay zu gehören scheine. Die weiblichen Charaktere würden undifferenziert wirken. Die Darsteller – darunter Keanu Reeves – seien „talentiert“.

## Hintergrund
Die Handlung schildert Ereignisse, die Neal Cassady in einem Brief an Jack Kerouac beschrieb.
Der Film wurde in Los Angeles und in Ogden (Utah) gedreht. Seine Produktionskosten betrugen schätzungsweise 4 Millionen US-Dollar. Der Film wurde in den USA in vier Kinos gezeigt, in denen er ca. 13.000 US-Dollar einspielte.